# Ahmed Johnson
Anthony Norris, detto Tony (Lake Alfred, 6 giugno 1963), è un ex wrestler statunitense.
È conosciuto per la sua carriera nella World Wrestling Federation, che è durata dall'ottobre 1995 al febbraio 1998, dove lottava con il ring name Ahmed Johnson. Ha vinto per una volta il WWF Intercontinental Championship ed è stato il primo afro-americano in assoluto a riuscirci. È stato anche il vincitore della prima Kuwait Cup.

## Carriera

### Primi anni (1993–1995)
Dopo una breve carriera come linebacker per i Dallas Cowboys, Norris inizia ad allenarsi sotto la guida di Skandor Akbar, Scott Casey e Ivan Putski e fa il suo debutto nel 1989 nei circuiti indipendenti, prima di lottare nella Global Wrestling Federation nel 1993 con il ring name di Moadib.

### World Wrestling Federation (1995–1998)
Norris fa il suo debutto per la World Wrestling Federation con il ring name Ahmed Johnson il 23 ottobre 1995 a Raw. Prima del suo debutto sul ring, esegue una Bodyslam nientemeno che a Yokozuna. Al PPV Survivor Series, fa parte del team di Shawn Michaels, Sycho Sid e British Bulldog, sconfiggendo la squadra di Razor Ramon, Yokozuna, Owen Hart e Dean Douglas. A Season Beating's, il 17 dicembre, Johnson sconfigge Buddy Landel, sostituto di Douglas, in soli 42 secondi. Dopo il match, viene intervistato da Jerry Lawler ma si rivela solo una trappola per l'attacco di Jeff Jarrett ai danni di Ahmed. Alla Royal Rumble 1996, Johnson sconfigge Jarrett per squalifica dopo che quest'ultimo colpisce il primo con una chitarra, che provocherà una commozione cerebrale al lottatore afro-americano. Ritorna in tempo per WrestleMania XII, dove il team formato da Vader, Owen Hart e British Bulldog sconfigge il Team composto da Yokozuna, Ahmed Johnson e Jake Roberts, quando Vader schiena Roberts dopo una Vader Bomb. Il 28 aprile, Roberts e Ahmed fanno squadra contro Hart e Bulldog. Mentre l'arbitro viene distratto da Jim Cornette, Bulldog colpisce con una chitarra Roberts e lo fa cedere con una Boston Crab. Dopo il match, Ahmed e Roberts provano a usare il pitone di quest'ultimo contro Cornette, ma questo viene portato via da Hart.

#### Intercontinental Champion (1996)
Al King of the Ring, Johnson sconfigge Goldust conquistando il WWF Intercontinental Championship. Poiché fu il primo afro-americano a vincere il titolo, si pensava fosse solo questione di tempo prima che il lottatore arrivasse al Main Event. In effetti, combatte vari match importanti, in coppia con Shawn Michaels. A International Incident, Ahmed, Sycho Sid e Michaels, perdono contro Vader, Owen Hart e Bulldog. Il 22 luglio a Raw, Michaels e Johnson sfidano Billy Gunn e Bart Gunn per i WWF Tag Team Championship, ma durante il match, debutta Farooq che attacca Johnson. Si pensava quindi ad un match fra i due a SummerSlam per l'Intercontinental Championship. Invece, il 5 agosto a Raw, Ahmed vince una Battle Royal a 11 uomini e diventa primo sfidante al WWF Championship per SummerSlam. Tuttavia, a causa di un problema ai reni, è costretto a saltare SummerSlam e stare fuori dalle scene per quattro mesi. Per tenere la storyline attiva, viene detto che l'attacco di Farooq aveva provocato questo problema. Il titolo intercontinentale viene reso vacante, e viene poi vinto in un torneo da Marc Mero.

#### Faida con la Nation of Domination (1996–1998)
Ritorna nel 1996 per riprendere la rivalità con Farooq, che nel frattempo, era entrato nella stable Nation of Domination. Alla Royal Rumble 1997 i due si affrontano, con Johnson che prevale per squalifica. Due giorni dopo, Johnson e The Undertaker sconfiggono Farooq e Crush in un No Holds Barred Match. Inizia poi a lottare in coppia con i Legion of Doom, Animal e Hawk, per affrontare la Nation of Domination a Wrestlemania 13 in un Chicago Street Fight Match. All'evento A Cold Day in Hell, sconfigge Crush e Savio Vega in un Gauntlet Match, prima di venire eliminato da Farooq.
Johnson effettua un turn heel nel giugno 1997, attaccando The Undertaker e unendosi alla New Nation, con Kama Mustafa, D'Lo Brown e Farooq. Tuttavia, subisce un infortunio poco dopo che lo porta a perdere un altro match per il titolo WWF contro Undertaker a Canadian Stampede. Il suo posto viene preso poi da Vader. Al suo ritorno, la New Nation lo esclude attaccandolo e Johnson ritorna fra i Face. Inizia nuovamente la sua rivalità e si riunisce con i Legion od Doom e facendo squadra anche con Ken Shamrock. Alle Survivor Series 1997, i quattro sconfiggono la Nation in un Survivor Series Match. Nella sua ultima apparizione in WWF, lotta a No Way Out of Texas, nel febbraio 1998, insieme a Shamrock e i Disciples of Apocalypse (Chainz, Skull e 8-Ball) contro la Nation. Poco dopo, lascia la WWF.

### World Championship Wrestling (2000)
Sul finire del 1999, firma un contratto con la World Championship Wrestling e debutta a Souled Out da Heel con il nome di Big T. Interferisce nel match fra gli Harlem Heat, Booker T e Stevie Ray, attaccando Booker. Big T e Stevie formano così gli Harlem Heat 2000 e, a SuperBrawl, Big T sconfigge Booker T guadagnandosi i diritti sul nome "Harlem Heat". A Uncensored, T e Stevie perdono contro Booker T e Billy Kidman mentre a Spring Stampede, partecipa ad un 5-Team Tournament per i vacanti WCW World Tag Team Championship, ma perdono nelle semifinali contro coloro che andranno poi a vincere, ovvero Shane Douglas e Buff Bagwell nella semifinale. Viene poi svincolato dalla WCW per dei problemi di peso.
Norris rimane poi lontano dal wrestling dopo il suo svincolo, salvo ritornare nel 2002 a lottare nella Professional Championship Wrestling contro Jake Steele. Nel suo ultimo match, nel 2003, lotta per la Maximum Pro Wrestling, in coppia con Monty Brown, perdendo contro Sabu e Gangrel. Dopo il suo ritiro, diventa allenatore presso la Pro Wrestling Alliance di Booker T e Stevie Ray.

## Personaggio

### Mosse finali
- Pearl River Plunge (Sitout double underhook powerbomb)

### Soprannomi
- "The Pearl River Powerhouse"

### Musiche d'ingresso
- Pearl River Rip di Jim Johnston

## Titoli e riconoscimenti
Pro Wrestling Illustrated
- 5º tra i 500 migliori wrestler singoli su PWI 500 (1996)
- 380º tra i 500 migliori wrestler singoli su PWI Years (2003)
- PWI Most Improved Wrestler of the Year (1996)

Texas All-Pro Wrestling
- TAP Heavyweight Championship (1)

United States Wrestling Association
- USWA Unified World Heavyweight Championship (1)

World Wrestling Federation
- WWF Intercontinental Championship (1)

Altri riconoscimenti
- Kuwait Cup (1996)
- Slammy Award - New Sensation of the Squared Circle (1996)